# 曾庆祝
曾庆祝（1948年—），河南光山人，汉族，中华人民共和国政治人物、第十一届全国人民代表大会解放军代表。
毕业于华中师范学院政治理论专业，是中共党员。曾担任济南军区副参谋长。2008年起担任全国人大代表。济南军区仼內协助公安機關一起處理抓捕持搶逃犯。